# Raich (Kleines Wiesental)
Raich è una frazione del comune tedesco di Kleines Wiesental, nel Baden-Württemberg.

Conta (2007) 290 abitanti.

## Storia
Raich costituì un comune autonomo fino al 1º gennaio 2009.